# سايمور دي ريتشي
سايمور دي ريتشي (بالفرنسية: Seymour de Ricci)‏ هو مؤرخ فرنسي، ولد في 17 مايو 1881 في تويكنهام في المملكة المتحدة، وتوفي في 26 ديسمبر 1942 في سوريسن في فرنسا.